# Tour der irischen Rugby-Union-Nationalmannschaft nach Australien 1967
| Tour der Iren nach Australien 1967 | Tour der Iren nach Australien 1967 | Tour der Iren nach Australien 1967 | Tour der Iren nach Australien 1967 | Tour der Iren nach Australien 1967 |
| Übersicht                          | S                                  | G                                  | U                                  | N                                  |
| ---------------------------------- | ---------------------------------- | ---------------------------------- | ---------------------------------- | ---------------------------------- |
| Test Matches                       | 1                                  | 1                                  | 0                                  | 0                                  |
| Sonstige Spiele                    | 5                                  | 3                                  | 0                                  | 2                                  |
| Gesamt                             | 6                                  | 4                                  | 0                                  | 2                                  |
|                                    |                                    |                                    |                                    |                                    |
| Australien                         | 1                                  | 1                                  | 0                                  | 0                                  |

Die Tour der irischen Rugby-Union-Nationalmannschaft nach Australien 1967 umfasste eine Reihe von Freundschaftsspielen der irischen Rugby-Union-Nationalmannschaft. Sie reiste im Mai 1967 durch Australien und bestritt während dieser Zeit sechs Spiele. Darunter war ein Test Match gegen die australische Nationalmannschaft, das mit einem Sieg der Iren endete. Hinzu kamen fünf weitere Spiele gegen regionale Auswahlteams, in denen drei Siege und zwei Niederlagen resultierten.

## Spielplan
- Hintergrundfarbe grün = Sieg
- Hintergrundfarbe rot = Niederlage

(Test Matches sind grau unterlegt; Ergebnisse aus der Sicht Irlands)
| # | Datum        | Gegner                   | Ort       | Stadion               | Ergebnis |
| - | ------------ | ------------------------ | --------- | --------------------- | -------- |
| 1 | 01. Mai 1967 | Queensland Reds          | Brisbane  | Lang Park             | 41:8     |
| 2 | 06. Mai 1967 | New South Wales Waratahs | Sydney    | Sydney Sports Ground  | 9:21     |
| 3 | 09. Mai 1967 | New South Wales Country  | Sydney    | Sydney Sports Ground  | 31:11    |
| 4 | 13. Mai 1967 | Australien               | Sydney    | Sydney Cricket Ground | 11:5     |
| 5 | 16. Mai 1967 | Sydney Rugby Union       | Sydney    | Sydney Sports Ground  | 8:30     |
| 6 | 20. Mai 1967 | Victorian Rugby Union    | Melbourne | Olympic Park Stadium  | 19:5     |

## Test Matches
| 13. Mai 1967 | Australien                              | 5 : 11        | Irland                                                           | Sydney Cricket Ground, Sydney Zuschauer: 32.605 Schiedsrichter: Roger Vanderfield (Australien) |
| 13. Mai 1967 | Versuche: Catchpole Erhöhungen: Lenehan | (0:5) Bericht | Versuche: McGrath Walsh Erhöhungen: Kiernan Straftritte: Kiernan | Sydney Cricket Ground, Sydney Zuschauer: 32.605 Schiedsrichter: Roger Vanderfield (Australien) |

Aufstellungen:
- Australien: Stewart Boyce, John Brass, Ken Catchpole , Greg Davis, Phil Hawthorne, Richard How, Peter Johnson, Jim Lenehan, Richard Marks, Tony Miller, John O’Gorman, Roy Prosser, Michael Purcell, Hugh Rose, Ross Teitzel
- Irland: Niall Brophy, Mick Doyle, Alan Duggan, Mike Gibson, Ken Goodall, Sam Hutton, Kenneth Kennedy, Tom Kiernan , Willie John McBride, Patrick McGrath, Mick Molloy, Terry Moore, Philip O’Callaghan, Brendan Sherry, Jerry Walsh